# Heize
Jang Da-hye (née le 9 août 1991), mieux connue par son nom de scène Heize, est une chanteuse sud-coréenne. Elle a fait ses débuts en 2014 avec son mini-album Heize. Elle a participé à Unpretty Rapstar 2 en 2015. Elle a signé avec CJ E&M avant de participer au programme. En 2020, elle signe avec le label P-NATION, fondé par l'artiste sud-coréen Psy.

## Discographie

### Extended plays
| Titre    | Détails sur l'album                               | Meilleure position | Ventes       |
| Titre    | Détails sur l'album                               | COR                | Ventes       |
| -------- | ------------------------------------------------- | ------------------ | ------------ |
| Heize    | - Date de sortie: 21 mars 2014 - Label: CJ E&M    | —                  | NC           |
| And July | - Date de sortie: 18 juillet 2016 - Label: CJ E&M | 34                 | - COR: 1,479 |

### Chansons
| Titre                                               | Année                         | Meilleure position            | Meilleure position            | Ventes                        | Album                                 |
| Titre                                               | Année                         | COR                           | US World                      | Ventes                        | Album                                 |
| En tant qu'artiste principale                       | En tant qu'artiste principale | En tant qu'artiste principale | En tant qu'artiste principale | En tant qu'artiste principale | En tant qu'artiste principale         |
| --------------------------------------------------- | ----------------------------- | ----------------------------- | ----------------------------- | ----------------------------- | ------------------------------------- |
| "After I've Wandered A Bit (featuring Crucial Star) | 2014                          | —                             | —                             | NC                            | single sans album                     |
| "My Boyfriend Says Thank You"                       | 2015                          | —                             | —                             | NC                            | single sans album                     |
| "Sweet Pume Pume" (featuring Monokim)               | 2015                          | —                             | —                             | NC                            | single sans album                     |
| "Me, Myself and I" (featuring Jessi & Wheesung)     | 2015                          | 19                            | —                             | - COR: 134,960                | single sans album                     |
| "Don't Make Money" (featuring Chanyeol)             | 2015                          | 43                            | —                             | - COR: 60,192                 | Unpretty Rapstar 2 Demi-finale Part 1 |
| "Do Not Come Back" (featuring Junhyung)             | 2016                          | 11                            | —                             | - COR: 1,039,520+             | single sans album                     |
| "And July" (featuring Dean & DJ Fritz)              | 2016                          | 9                             | —                             | - COR: 695,576+               | And July                              |
| "Shut Up & Groove" (featuring Dean)                 | 2016                          | 27                            | 24                            | - COR: 264,326                | And July                              |
| "Star" (저 별)                                      | 2016                          | 1                             | —                             | - COR: 587,036+               | single sans album                     |
| Collaborations                                      |                               |                               |                               |                               |                                       |
| "Don't Stop" (avec plusieurs artistes)              | 2015                          | 17                            | —                             | - COR: 155,244                | single sans album                     |
| "Lil' Something" (avec Vibe et Chen)                | 2016                          | 13                            | —                             | - COR: 402,402                | single sans album                     |
| En featuring                                        |                               |                               |                               |                               |                                       |
| "Chilin'" (Crucial Star featuring Fana & Heize)     | 2013                          | —                             | —                             | NC                            | Drawing #2: A Better Man              |
| "Hug Me" (Hyobin featuring Heize)                   | 2014                          | —                             | —                             | NC                            | single sans album                     |
| "Blind Date" (Vanilla Acoustic featuring Heize)     | 2016                          | —                             | —                             | NC                            | single sans album                     |
| "Navigation" (Davii featuring Heize)                | 2017                          | —                             | —                             | NC                            | single sans album                     |
| "—" signifie que le morceau ne s'est pas classé.    |                               |                               |                               |                               |                                       |

### Bandes-son
| Titre                                            | Année | Meilleure position | Ventes  | Album                                  |
| Titre                                            | Année | COR                | Ventes  | Album                                  |
| ------------------------------------------------ | ----- | ------------------ | ------- | -------------------------------------- |
| "Did You Ride UFO?" (avec Go Young-bae)          | 2016  | —                  | NC      | Jealousy Incarnate OST                 |
| "Did You Ride UFO?" (Version acoustique)         | 2016  | —                  | NC      | Jealousy Incarnate OST                 |
| "Round and Round" (feat. Han Soo-ji)             | 2017  | à venir            | à venir | Guardian: The Lonely and Great God OST |
| "—" signifie que le morceau ne s'est pas classé. |       |                    |         |                                        |

## Filmographie

### Émissions
| Année | Titre              | Rôle         | Chaîne | Notes   |
| ----- | ------------------ | ------------ | ------ | ------- |
| 2015  | Unpretty Rapstar 2 | Participante | Mnet   |         |
| 2016  | I Live Alone       | Invitée      | MBC    | Ep. 170 |
| 2016  | Happy Together     | Invitée      | KBS2   | Ep. 473 |

### Vidéoclips
| Année | Vidéoclip          | Artiste(s)                | Album                  |
| ----- | ------------------ | ------------------------- | ---------------------- |
| 2016  | "Lil Somethin'"    | Vibe, Chen, Heize         | single sans album      |
| 2016  | "Shut Up & Groove" | Heize ft. DEAN            | And July               |
| 2016  | "And July"         | Heize ft. DEAN & DJ Fritz | And July               |
| 2016  | "No Jam"           | Kisum                     | Musik                  |
| 2016  | "Star"             | Heize                     | single sans album      |
| 2017  | "Don't know you"   | Heize                     | ///(You, Clouds, Rain) |

## Récompenses et nominations

### Émissions musicales

#### Inkigayo
| Année | Date        | Chanson |
| ----- | ----------- | ------- |
| 2016  | 18 décembre | "Star"  |